# Cordylomera
Cordylomera es un género de escarabajos longicornios.

## Especies
- Cordylomera acuminata (Fabricius, 1776)
- Cordylomera annulicornis Fairmaire, 1892
- Cordylomera apicalis Thomson, 1858
- Cordylomera atkinsoni Duffy, 1952
- Cordylomera basilewskyi Fuchs, 1971
- Cordylomera carvalhoi Veiga Ferreira, 1971
- Cordylomera comoensis Adlbauer, 2000
- Cordylomera copei Adlbauer, 2001
- Cordylomera delahayei Adlbauer, 2006
- Cordylomera elegans Distant, 1904
- Cordylomera etiennei Quentin & Villiers, 1979
- Cordylomera filicornis Duffy, 1952
- Cordylomera geniculata Buquet, 1843
- Cordylomera gracilis Veiga Ferreira, 1965
- Cordylomera gratiosa Murray, 1870
- Cordylomera heimi Teocchi, 1971
- Cordylomera inerme Duffy, 1952
- Cordylomera karschi Quedenfeldt, 1883
- Cordylomera laetitiae Teocchi, 1971
- Cordylomera lepesmei Duffy, 1952
- Cordylomera maculata Adlbauer, 2012
- Cordylomera minuta Duffy, 1952
- Cordylomera mourgliai Adlbauer, 1994
- Cordylomera nyassae Ferreira, 1957
- Cordylomera parva Ferreira, 1954
- Cordylomera puchneri Adlbauer, 2004
- Cordylomera rotundicollis Duffy, 1952
- Cordylomera ruficornis Chevrolat, 1855
- Cordylomera schmidi Adlbauer, 2015
- Cordylomera schoenherri Fåhraeus, 1872
- Cordylomera spinicornis (Fabricius, 1775)
- Cordylomera spinicornis nitidipennis Audinet-Serville, 1834
- Cordylomera vittata Jordan, 1903
- Cordylomera wieringai Adlbauer, 2001